# Liste des matchs de l'équipe des Fidji de football par adversaire
La liste des matchs de l'équipe des Fidji de football par adversaire présente l'ensemble des rencontres disputées par les Fidji depuis son premier match, le 7 octobre 1951 face à la Nouvelle-Zélande.
- Haut – A
- B
- C
- D
- E
- F
- G
- H
- I
- J
- K
- L
- M
- N
- O
- P
- Q
- R
- S
- T
- U
- V
- W
- X
- Y
- Z

## A

### Australie
| Date              | Lieu                       | Match             | Score | Compétition                                |
| 19 mars 1977      | Suva, Fidji                | Fidji - Australie | 1-0   | Match amical                               |
| 26 juillet 1981   | Suva, Fidji                | Fidji - Australie | 1-4   | Éliminatoires de la Coupe du monde 1982    |
| 14 août 1981      | Melbourne, Australie       | Australie - Fidji | 10-0  | Éliminatoires de la Coupe du monde 1982    |
| 26 novembre 1988  | Nadi, Fidji                | Fidji - Australie | 1-0   | Qualifications pour la Coupe du monde 1990 |
| 3 décembre 1988   | Newcastle, Australie       | Australie - Fidji | 5-1   | Qualifications pour la Coupe du monde 1990 |
| 25 septembre 1998 | Brisbane, Australie        | Australie - Fidji | 3-1   | Coupe d'Océanie 1998                       |
| 14 avril 2001     | Coffs Harbour, Australie   | Fidji - Australie | 0-2   | Qualifications pour la Coupe du monde 2002 |
| 10 juillet 2002   | Auckland, Nouvelle-Zélande | Australie - Fidji | 8-0   | Coupe d'Océanie 2002                       |
| 2 juin 2004       | Adelaide, Australie        | Australie - Fidji | 6-1   | Qualifications pour la Coupe du monde 2006 |

Bilan
- Total de matchs disputés : 9
- Victoires de l'équipe d'Australie : 7
- Victoires de l'équipe des Fidji : 2
- Match nul : 0

## C

### Îles Cook
| Date              | Lieu                        | Match             | Score | Compétition                                                     |
| 30 septembre 1998 | Brisbane, Australie         | Fidji - Îles Cook | 3-0   | Coupe d'Océanie 1998 (1er tour, groupe B)                       |
| 27 août 2007      | Apia, Samoa                 | Fidji - Îles Cook | 4-0   | Qualifications pour la Coupe du monde 2006 (1er tour, groupe A) |
| 3 septembre 2011  | Boulari, Nouvelle-Calédonie | Îles Cook - Fidji | 1-4   | Jeux du Pacifique de 2011 (1er tour, groupe B)                  |

## G

### Guam
| Date              | Lieu                           | Match        | Score | Compétition                                   |
| 4 août 1975       | Tamuning, Guam                 | Guam - Fidji | 0-11  | Jeux du Pacifique Sud de 1975 (groupe 2)      |
| 12 septembre 1991 | Lae, Papouasie-Nouvelle-Guinée | Fidji - Guam | 14-1  | Jeux du Pacifique Sud de 1991 (groupe 2)      |
| 13 décembre 1993  | Vanuatu                        | Fidji - Guam | 12-0  | Mini-Jeux du Pacifique Sud de 1993 (groupe 2) |
| 20 août 1995      | Papeete, Polynésie française   | Fidji - Guam | 8-0   | Jeux du Pacifique Sud de 1995 (groupe 2)      |

## I

### Inde
| Date         | Lieu           | Match        | Score | Compétition  |
| 12 août 2005 | Lautoka, Fidji | Fidji - Inde | 1-0   | Match amical |
| 14 août 2005 | Suva, Fidji    | Fidji - Inde | 2-1   | Match amical |

### Indonésie
| Date         | Lieu                 | Match             | Score | Compétition                             |
| 31 mai 1981  | Suva, Fidji          | Fidji - Indonésie | 0-0   | Éliminatoires de la Coupe du monde 1982 |
| 10 août 1981 | Melbourne, Australie | Indonésie - Fidji | 3-3   | Éliminatoires de la Coupe du monde 1982 |

## K

### Kiribati
La sélection de Kiribati n'est pas membre de la FIFA mais seulement affiliée à l'OFC, elle ne peut participer qu'à la Coupe d'Océanie.
| Date           | Lieu                        | Match            | Score | Compétition                               |
| 30 août 1979   | Nausori, Fidji              | Fidji - Kiribati | 24-0  | Jeux du Pacifique Sud 1979 (premier tour) |
| 5 juillet 2003 | Nausori, Fidji              | Fidji - Kiribati | 12-0  | Jeux du Pacifique Sud 2003 (premier tour) |
| 30 août 2011   | Boulari, Nouvelle-Calédonie | Fidji - Kiribati | 9-0   | Jeux du Pacifique 2011 (premier tour)     |

## M

### Malaisie
| Date           | Lieu           | Match            | Score | Compétition  |
| 5 février 2001 | Lautoka, Fidji | Fidji - Malaisie | 4-1   | Match amical |
| 7 février 2001 | Suva, Fidji    | Fidji - Malaisie | 2-0   | Match amical |
| 9 février 2001 | Ba, Fidji      | Fidji - Malaisie | 1-2   | Match amical |

### Mexique
| Date         | Lieu        | Match           | Score | Compétition  |
| 30 août 1980 | Suva, Fidji | Fidji - Mexique | 0-2   | Match amical |

## N

### Nouvelle-Calédonie
| Date               | Lieu                                    | Match                      | Score | Compétition                     |
| 17 décembre 1963   | Suva, Fidji                             | Fidji - Nouvelle-Calédonie | 2-8   | Jeux du Pacifique Sud 1963      |
| 18 août 1969       | Port Moresby, Papouasie-Nouvelle-Guinée | Fidji - Nouvelle-Calédonie | 0-11  | Jeux du Pacifique Sud 1969      |
| 1er septembre 1971 | Papeete, Polynésie française            | Nouvelle-Calédonie - Fidji | 5-1   | Jeux du Pacifique Sud 1971      |
| 20 février 1973    | Auckland, Nouvelle-Zélande              | Nouvelle-Calédonie - Fidji | 2-0   | Coupe d'Océanie 1973            |
| 2 mars 1980        | Nouméa, Nouvelle-Calédonie              | Nouvelle-Calédonie - Fidji | 2-1   | Coupe d'Océanie 1980            |
| 9 juillet 1981     | Honiara, Îles Salomon                   | Nouvelle-Calédonie - Fidji | 3-0   | Mini Jeux du Pacifique Sud 1981 |
| 13 septembre 1983  | Apia, Samoa                             | Fidji - Nouvelle-Calédonie | 5-1   | Mini Jeux du Pacifique Sud 1983 |
| ?? septembre 1983  | Apia, Samoa                             | Fidji - Nouvelle-Calédonie | 3-2   | Mini Jeux du Pacifique Sud 1983 |
| 25 octobre 1988    | Îles Salomon                            | Fidji - Nouvelle-Calédonie | 2-0   | Coupe de Mélanésie 1988         |
| 31 octobre 1989    | Fidji                                   | Fidji - Nouvelle-Calédonie | 3-0   | Coupe de Mélanésie 1989         |
| 5 novembre 1990    | Nouméa, Nouvelle-Calédonie              | Nouvelle-Calédonie - Fidji | 0-0   | Coupe de Mélanésie 1990         |
| 10 septembre 1991  | Lae, Papouasie-Nouvelle-Guinée          | Fidji - Nouvelle-Calédonie | 3-0   | Jeux du Pacifique Sud 1991      |
| 28 juillet 1992    | Port-Vila, Vanuatu                      | Fidji - Nouvelle-Calédonie | 2-2   | Coupe de Mélanésie 1992         |
| 4 juillet 1994     | Îles Salomon                            | Fidji - Nouvelle-Calédonie | 3-1   | Coupe de Mélanésie 1994         |
| 5 septembre 1998   | Espiritu Santo, Vanuatu                 | Fidji - Nouvelle-Calédonie | 3-0   | Coupe de Mélanésie 1998         |
| 10 avril 2000      | Suva, Fidji                             | Fidji - Nouvelle-Calédonie | 2-1   | Coupe de Mélanésie 2000         |
| 6 juillet 2002     | Auckland, Nouvelle-Zélande              | Fidji - Nouvelle-Calédonie | 2-1   | Coupe d'Océanie 2002            |
| 11 juillet 2003    | Suva, Fidji                             | Fidji - Nouvelle-Calédonie | 2-0   | Jeux du Pacifique Sud 2003      |
| 3 septembre 2007   | Apia, Samoa                             | Fidji - Nouvelle-Calédonie | 1-1   | Jeux du Pacifique Sud 2007      |
| 7 septembre 2007   | Apia, Samoa                             | Nouvelle-Calédonie - Fidji | 1-0   | Jeux du Pacifique Sud 2007      |
| 17 novembre 2007   | Ba, Fidji                               | Fidji - Nouvelle-Calédonie | 3-3   | Coupe d'Océanie 2008            |
| 21 novembre 2007   | Nouméa, Nouvelle-Calédonie              | Nouvelle-Calédonie - Fidji | 4-0   | Coupe d'Océanie 2008            |

### Nouvelle-Zélande
| Date              | Lieu                               | Match                    | Score | Compétition                                       |
| 7 octobre 1951    | Suva, Fidji                        | Fidji - Nouvelle-Zélande | 4-6   | Match amical                                      |
| 7 septembre 1952  | Suva, Fidji                        | Fidji - Nouvelle-Zélande | 0-2   | Match amical                                      |
| 14 septembre 1952 | Lautoka, Fidji                     | Fidji - Nouvelle-Zélande | 0-9   | Match amical                                      |
| 16 septembre 1952 | Suva, Fidji                        | Fidji - Nouvelle-Zélande | 2-5   | Match amical                                      |
| 17 septembre 1968 | Auckland, Nouvelle-Zélande         | Nouvelle-Zélande - Fidji | 5-0   | Match amical (première rencontre officielle FIFA) |
| 17 février 1973   | Auckland, Nouvelle-Zélande         | Nouvelle-Zélande - Fidji | 5-1   | Coupe d'Océanie de football 1973                  |
| 29 juin 1979      | Suva, Fidji                        | Fidji - Nouvelle-Zélande | 0-6   | Match amical                                      |
| 1er juillet 1979  | Lautoka, Fidji                     | Fidji - Nouvelle-Zélande | 0-3   | Match amical                                      |
| 19 février 1980   | Suva, Fidji                        | Fidji - Nouvelle-Zélande | 1-1   | Match amical                                      |
| 21 février 1980   | Lautoka, Fidji                     | Fidji - Nouvelle-Zélande | 0-2   | Match amical                                      |
| 27 février 1980   | Nouméa, Nouvelle-Calédonie         | Fidji - Nouvelle-Zélande | 4-0   | Coupe d'Océanie de football 1980                  |
| 3 mai 1981        | Ba, Fidji                          | Fidji - Nouvelle-Zélande | 0-4   | Éliminatoires de la Coupe du monde 1982           |
| 16 août 1981      | Auckland, Nouvelle-Zélande         | Nouvelle-Zélande - Fidji | 13-0  | Éliminatoires de la Coupe du monde 1982           |
| 16 août 1983      | Suva, Fidji                        | Fidji - Nouvelle-Zélande | 2-0   | Match amical                                      |
| 18 août 1983      | Nadi, Fidji                        | Fidji - Nouvelle-Zélande | 0-1   | Match amical                                      |
| 18 octobre 1984   | Lautoka, Fidji                     | Fidji - Nouvelle-Zélande | 1-2   | Match amical                                      |
| 20 octobre 1984   | Suva, Fidji                        | Fidji - Nouvelle-Zélande | 1-1   | Match amical                                      |
| 3 juin 1985       | Mount Maunganui, Nouvelle-Zélande  | Nouvelle-Zélande - Fidji | 5-0   | Match amical                                      |
| 5 juin 1985       | Gisborne, Nouvelle-Zélande         | Nouvelle-Zélande - Fidji | 3-0   | Match amical                                      |
| 7 juin 1985       | Auckland, Nouvelle-Zélande         | Nouvelle-Zélande - Fidji | 2-0   | Match amical                                      |
| 17 septembre 1986 | Lautoka, Fidji                     | Fidji - Nouvelle-Zélande | 2-4   | Match amical                                      |
| 19 septembre 1986 | Suva, Fidji                        | Fidji - Nouvelle-Zélande | 1-2   | Match amical                                      |
| 14 novembre 1988  | Suva, Fidji                        | Fidji - Nouvelle-Zélande | 1-1   | Match amical                                      |
| 17 novembre 1988  | Lautoka, Fidji                     | Fidji - Nouvelle-Zélande | 2-0   | Match amical                                      |
| 19 novembre 1988  | Ba, Fidji                          | Fidji - Nouvelle-Zélande | 1-0   | Match amical                                      |
| 7 juin 1992       | Auckland, Nouvelle-Zélande         | Nouvelle-Zélande - Fidji | 3-0   | Éliminatoires de la Coupe du monde 1994           |
| 19 septembre 1992 | Nadi, Fidji                        | Fidji - Nouvelle-Zélande | 0-0   | Éliminatoires de la Coupe du monde 1994           |
| 22 mai 1993       | Napier, Nouvelle-Zélande           | Nouvelle-Zélande - Fidji | 2-0   | Match amical                                      |
| 24 mai 1993       | Palmerston North, Nouvelle-Zélande | Nouvelle-Zélande - Fidji | 5-0   | Match amical                                      |
| 7 juin 1997       | Ba, Fidji                          | Fidji - Nouvelle-Zélande | 0-1   | Éliminatoires de la Coupe du monde 1998           |
| 18 juin 1997      | Auckland, Nouvelle-Zélande         | Nouvelle-Zélande - Fidji | 5-0   | Éliminatoires de la Coupe du monde 1998           |
| 2 octobre 1998    | Brisbane, Australie                | Fidji - Nouvelle-Zélande | 0-1   | Coupe d'Océanie de football 1998                  |
| 6 juin 2004       | Adélaïde, Australie                | Nouvelle-Zélande - Fidji | 2-0   | Éliminatoires de la Coupe du monde 2006           |
| 19 novembre 2008  | Lautoka, Fidji                     | Fidji - Nouvelle-Zélande | 2-0   | Éliminatoires de la Coupe du monde 2010           |
| 2 juin 2012       | Honiara, Îles Salomon              | Fidji - Nouvelle-Zélande | 0-1   | Éliminatoires de la coupe du monde 2014           |

## P

### Papouasie-Nouvelle-Guinée
Confrontations entre les îles Fidji et la Papouasie-Nouvelle-Guinée en matchs officiels :
| Date             | Lieu                                    | Match                             | Score | Compétition                                   |
| 28 octobre 1989  | Suva, Fidji                             | Fidji - Papouasie-Nouvelle-Guinée | 2-1   | Coupe de Mélanésie 1989                       |
| 8 novembre 1990  | Vanuatu                                 | Fidji - Papouasie-Nouvelle-Guinée | 1-0   | Coupe de Mélanésie 1990                       |
| 6 juillet 1994   | îles Salomon                            | Papouasie-Nouvelle-Guinée - Fidji | 0-1   | Coupe de Mélanésie 1994                       |
| 16 août 1995     | Papeete, Polynésie française            | Fidji - Papouasie-Nouvelle-Guinée | 2-2   | Jeux du Pacifique Sud de 1995 (deuxième tour) |
| 15 juin 1997     | Suva, Fidji                             | Fidji - Papouasie-Nouvelle-Guinée | 3-1   | Qualification pour la Coupe du monde 1998     |
| 21 juin 1997     | Port Moresby, Papouasie-Nouvelle-Guinée | Papouasie-Nouvelle-Guinée - Fidji | 0-1   | Qualification pour la Coupe du monde 1998     |
| 8 avril 2000     | Suva, Fidji                             | Fidji - Papouasie-Nouvelle-Guinée | 5-0   | Coupe de Mélanésie 2000                       |
| 12 mai 2004      | Apia, Samoa                             | Fidji - Papouasie-Nouvelle-Guinée | 4-2   | Qualification pour la Coupe du monde 2006     |
| 5 septembre 2011 | Boulari, Nouvelle-Calédonie             | Papouasie-Nouvelle-Guinée - Fidji | 0-2   | Jeux du Pacifique de 2011 (deuxième tour)     |
| 6 juin 2012      | Honiara, Îles Salomon                   | Papouasie-Nouvelle-Guinée - Fidji | 1-1   | Coupe d'Océanie 2012 (Groupe B)               |

## S

### Îles Salomon
| Date              | Lieu                                    | Match                | Score | Compétition                     |
| 1er décembre 1963 | Lautoka, Fidji                          | Fidji – Îles Salomon | 5-0   | Jeux du Pacifique Sud 1963      |
| 14 août 1969      | Port Moresby, Papouasie-Nouvelle-Guinée | Îles Salomon – Fidji | 1-5   | Jeux du Pacifique Sud 1969      |
| 5 août 1975       | Tamuning, Guam                          | Fidji – Îles Salomon | 1-1   | Jeux du Pacifique Sud 1975      |
| 8 août 1975       | Tamuning, Guam                          | Fidji – Îles Salomon | 2-3   | Jeux du Pacifique Sud 1975      |
| 4 septembre 1979  | Suva, Fidji                             | Fidji – Îles Salomon | 2-0   | Jeux du Pacifique Sud 1979      |
| 25 février 1980   | Nouméa, Nouvelle-Calédonie              | Fidji – Îles Salomon | 3-1   | Coupe d'Océanie 1980            |
| 12 juillet 1981   | Honiara, Îles Salomon                   | Îles Salomon – Fidji | 1-2   | Mini Jeux du Pacifique Sud 1981 |
| ?? septembre 1983 | Apia, Samoa                             | Fidji – Îles Salomon | 10-0  | Jeux du Pacifique Sud 1983      |
| 21 octobre 1988   | Îles Salomon                            | Îles Salomon – Fidji | 1-1   | Coupe de Mélanésie 1988         |
| 26 octobre 1988   | Îles Salomon                            | Îles Salomon – Fidji | 1-3   | Coupe de Mélanésie 1988         |
| 4 novembre 1989   | Fidji                                   | Fidji – Îles Salomon | 0-0   | Coupe de Mélanésie 1989         |
| 1er novembre 1990 | Nouméa, Nouvelle-Calédonie              | Fidji – Îles Salomon | 0-0   | Coupe de Mélanésie 1990         |
| 20 septembre 1991 | Lae, Papouasie-Nouvelle-Guinée          | Fidji – Îles Salomon | 1-1   | Jeux du Pacifique Sud 1991      |
| 25 juillet 1992   | Port-Vila, Vanuatu                      | Fidji – Îles Salomon | 2-1   | Coupe de Mélanésie 1992         |
| 7 décembre 1993   | Vanuatu                                 | Fidji – Îles Salomon | 1-0   | Mini Jeux du Pacifique Sud 1993 |
| 7 juillet 1994    | Honiara, Îles Salomon                   | Îles Salomon – Fidji | 1-0   | Coupe de Mélanésie 1994         |
| 24 août 1995      | Papeete, Polynésie française            | Îles Salomon – Fidji | 3-3   | Jeux du Pacifique Sud 1995      |
| 17 février 1997   | Suva, Fidji                             | Fidji – Îles Salomon | 1-2   | Match amical                    |
| 21 février 1997   | Nadi, Fidji                             | Fidji – Îles Salomon | 3-2   | Match amical                    |
| 12 septembre 1998 | Espiritu Santo, Vanuatu                 | Fidji – Îles Salomon | 1-1   | Coupe de Mélanésie 1998         |
| 15 avril 2000     | Suva, Fidji                             | Fidji – Îles Salomon | 2-2   | Coupe de Mélanésie 2000         |
| 7 juillet 2003    | Lautoka, Fidji                          | Fidji – Îles Salomon | 2-1   | Jeux du Pacifique Sud 2003      |
| 4 juin 2004       | Adélaïde, Australie                     | Îles Salomon – Fidji | 2-1   | Coupe d'Océanie 2004            |
| 7 septembre 2011  | Lifou, Nouvelle-Calédonie               | Fidji – Îles Salomon | 1-2   | Jeux du Pacifique 2011          |
| 4 juin 2012       | Honiara, Vanuatu                        | Fidji – Îles Salomon | 0-0   | Coupe d'Océanie 2012            |

### Samoa
| Date            | Lieu                     | Match                      | Score | Compétition                                       |
| 11 juillet 1981 | Honiara, Îles Salomon    | Samoa occidentales - Fidji | 0-4   | Mini-Jeux du Pacifique Sud de 1981 (premier tour) |
| 11 avril 2001   | Coffs Harbour, Australie | Samoa - Fidji              | 1-6   | Qualifications pour la Coupe du monde 2002        |
| 17 mai 2004     | Apia, Samoa              | Samoa - Fidji              | 0-4   | Qualification pour la Coupe du monde 2006         |
| 17 août 2011    | Nausori, Fidji           | Fidji - Samoa              | 3-0   | Match amical                                      |
| 18 août 2011    | Suva, Fidji              | Fidji - Samoa              | 5-1   | Match amical                                      |

### Samoa américaines
| Date         | Lieu                     | Match                     | Score | Compétition                                |
| 7 avril 2001 | Coffs Harbour, Australie | Fidji - Samoa américaines | 13-0  | Qualifications pour la Coupe du monde 2002 |
| 15 mai 2004  | Apia, Samoa              | Fidji - Samoa américaines | 11-0  | Qualification pour la Coupe du monde 2006  |
| 27 août 2015 | Nadi, Fidji              | Fidji - Samoa américaines | 6-0   | Match amical                               |

## T

### Tahiti
| Date               | Lieu                                    | Match          | Score | Compétition                     |
| 16 août 1969       | Port Moresby, Papouasie-Nouvelle-Guinée | Tahiti – Fidji | 3-1   | Jeux du Pacifique Sud 1969      |
| 23 février 1973    | Auckland, Nouvelle-Zélande              | Tahiti – Fidji | 4-0   | Coupe d'Océanie 1973            |
| 7 août 1975        | Tamuning, Guam                          | Tahiti – Fidji | 3-0   | Jeux du Pacifique Sud 1975      |
| 7 septembre 1979   | Suva, Fidji                             | Fidji – Tahiti | 0-3   | Jeux du Pacifique Sud 1979      |
| 29 février 1980    | Nouméa, Nouvelle-Calédonie              | Tahiti – Fidji | 6-3   | Coupe d'Océanie 1980            |
| ?? juillet 1980    | Fidji                                   | Fidji – Tahiti | 1-1   | Match amical                    |
| ?? juillet 1980    | Fidji                                   | Fidji – Tahiti | 1-1   | Match amical                    |
| ?? juillet 1980    | Fidji                                   | Fidji – Tahiti | 1-1   | Match amical                    |
| ??.03.1981         | Papeete, Polynésie française            | Tahiti – Fidji | 2-1   | Match amical                    |
| ??.03.1981         | Papeete, Polynésie française            | Tahiti – Fidji | 1-0   | Match amical                    |
| 11 juillet 1981    | Honiara, îles Salomon                   | Tahiti – Fidji | 6-0   | Mini Jeux du Pacifique Sud 1981 |
| 15 septembre 1983  | Apia, Samoa                             | Tahiti – Fidji | 1-0   | Jeux du Pacifique Sud 1983      |
| 14 juillet 1985    | Fidji                                   | Fidji – Tahiti | 1-2   | Match amical                    |
| 14 septembre 1991  | Lae, Papouasie-Nouvelle-Guinée          | Tahiti – Fidji | 0-3   | Jeux du Pacifique Sud 1991      |
| 30 novembre 1993   | Papeete, Polynésie française            | Tahiti – Fidji | 3-0   | Match amical                    |
| 9 décembre 1993    | Vanuatu                                 | Tahiti – Fidji | 1-0   | Mini Jeux du Pacifique Sud 1993 |
| 16 décembre 1993   | Vanuatu                                 | Tahiti – Fidji | 3-0   | Mini Jeux du Pacifique Sud 1993 |
| 23 mai 1994        | Suva, Fidji                             | Fidji – Tahiti | 2-2   | Match amical                    |
| 25 mai 1994        | Suva, Fidji                             | Fidji – Tahiti | 2-0   | Match amical                    |
| 24 mars 1995       | Papeete, Polynésie française            | Tahiti – Fidji | 3-3   | Match amical                    |
| 30 mars 1995       | Papeete, Polynésie française            | Tahiti – Fidji | 3-0   | Match amical                    |
| 4 octobre 1998     | Brisbane, Australie                     | Fidji – Tahiti | 4-2   | Coupe d'Océanie 1998            |
| 9 juillet 2003     | Lautoka, Fidji                          | Fidji – Tahiti | 2-1   | Jeux du Pacifique Sud 2003      |
| 29 mai 2004        | Adélaïde, Australie                     | Tahiti – Fidji | 0-0   | Coupe d'Océanie 2004            |
| 1er septembre 2007 | Apia, Samoa                             | Fidji – Tahiti | 4-0   | Jeux du Pacifique Sud 2007      |
| 27 août 2011       | Boulari, Nouvelle-Calédonie             | Fidji – Tahiti | 3-0   | Jeux du Pacifique 2011          |
| 9 septembre 2011   | Boulari, Nouvelle-Calédonie             | Tahiti – Fidji | 2-1   | Jeux du Pacifique 2011          |

### Taïwan
| Date        | Lieu           | Match          | Score | Compétition                                |
| 6 juin 1981 | Suva, Fidji    | Fidji - Taïwan | 2-1   | Qualifications pour la Coupe du monde 1982 |
| 4 août 1981 | Taipei, Taïwan | Taïwan - Fidji | 0-0   | Qualifications pour la Coupe du monde 1982 |

### Tonga
| Date          | Lieu                     | Match         | Score | Compétition                                |
| 16 avril 2001 | Coffs Harbour, Australie | Fidji - Tonga | 8-1   | Qualifications pour la Coupe du monde 2002 |
| 19 août 2015  | Ba, Fidji                | Fidji - Tonga | 5-0   | Match amical                               |

## V

### Vanuatu
Confrontations entre les Fidji et le Vanuatu en matchs officiels, :
| Date              | Lieu                                    | Match                      | Score | Compétition                                                   |
| 17 août 1969      | Papeete, Polynésie française            | Fidji - Nouvelles-Hébrides | 5-2   | Jeux du Pacifique Sud de 1969 (premier tour)                  |
| 2 septembre 1971  | Port Moresby, Papouasie-Nouvelle-Guinée | Nouvelles-Hébrides - Fidji | 6-4   | Jeux du Pacifique Sud de 1971 (deuxième tour)                 |
| 21 février 1973   | Auckland, Nouvelle-Zélande              | Nouvelles-Hébrides - Fidji | 2-1   | Coupe d'Océanie 1973 (premier tour)                           |
| 10 juillet 1981   | Honiara, Îles Salomon                   | Fidji - Vanuatu            | 1-1   | Jeux du Pacifique Sud de 1981 (premier tour)                  |
| 26 août 1983      | Apia, Samoa                             | Fidji - Vanuatu            | 6-0   | Jeux du Pacifique Sud de 1983 (troisième tour)                |
| 24 octobre 1988   | Honiara, Îles Salomon                   | Fidji - Vanuatu            | 8-0   | Coupe de Mélanésie 1988 (tour final)                          |
| 30 octobre 1989   | Suva, Fidji                             | Fidji - Vanuatu            | 2-1   | Coupe de Mélanésie 1989 (tour final)                          |
| 6 novembre 1990   | Port-Vila, Vanuatu                      | Fidji - Vanuatu            | 1-1   | Coupe de Mélanésie 1990 (tour final)                          |
| 17 septembre 1991 | Lae, Papouasie-Nouvelle-Guinée          | Fidji - Vanuatu            | 3-1   | Jeux du Pacifique Sud de 1991 (demi-finale)                   |
| 30 juillet 1992   | Port-Vila, Vanuatu                      | Vanuatu - Fidji            | 0-2   | Coupe de Mélanésie 1992 (tour final)                          |
| 12 septembre 1992 | Suva, Fidji                             | Fidji - Vanuatu            | 0-2   | Qualification pour la Coupe du monde 1994 (tour préliminaire) |
| 26 septembre 1992 | Port-Vila, Vanuatu                      | Vanuatu - Fidji            | 0-3   | Qualification pour la Coupe du monde 1994 (tour préliminaire) |
| 14 décembre 1993  | Port-Vila, Vanuatu                      | Vanuatu - Fidji            | 0-2   | Jeux du Pacifique Sud de 1993 (demi-finale)                   |
| 8 juillet 1994    | Honiara, Îles Salomon                   | Vanuatu - Fidji            | 2-4   | Coupe de Mélanésie 1994 (tour final)                          |
| 22 août 1995      | Papeete, Polynésie française            | Fidji - Vanuatu            | 3-1   | Jeux du Pacifique Sud de 1995 (deuxième tour)                 |
| 26 août 1995      | Papeete, Polynésie française            | Fidji - Vanuatu            | 3-0   | Jeux du Pacifique Sud de 1995 (match pour la troisième place) |
| 7 septembre 1998  | Espiritu Santo, Vanuatu                 | Vanuatu - Fidji            | 1-2   | Coupe de Mélanésie 1998 (tour final)                          |
| 11 avril 2000     | Suva, Fidji                             | Fidji - Vanuatu            | 4-1   | Coupe de Mélanésie 2000 (tour final)                          |
| 8 juillet 2002    | Auckland, Nouvelle-Zélande              | Fidji - Vanuatu            | 0-1   | Coupe d'Océanie 2002 (premier tour)                           |
| 30 juin 2003      | Suva, Fidji                             | Fidji - Vanuatu            | 0-0   | Jeux du Pacifique Sud de 1995 (premier tour)                  |
| 19 mai 2004       | Apia, Samoa                             | Fidji - Vanuatu            | 0-3   | Qualification pour la Coupe du monde 2006                     |
| 31 mai 2004       | Adélaïde, Australie                     | Fidji - Vanuatu            | 1-0   | Qualification pour la Coupe du monde 2006                     |
| 5 septembre 2007  | Apia, Samoa                             | Fidji - Vanuatu            | 3-0   | Jeux du Pacifique Sud de 2007 (demi-finale)                   |
| 6 septembre 2008  | Ba, Fidji                               | Fidji - Vanuatu            | 2-0   | Coupe d'Océanie 2008 (tour final)                             |
| 10 septembre 2008 | Port-Vila, Vanuatu                      | Vanuatu - Fidji            | 2-1   | Coupe d'Océanie 2008 (tour final)                             |
| 13 juillet 2012   | Labasa, Fidji                           | Fidji - Vanuatu            | 2-0   | Match amical                                                  |
| 15 juillet 2012   | Lautoka, Fidji                          | Fidji - Vanuatu            | 1-2   | Match amical                                                  |
| 7 novembre 2015   | Port-Vila, Vanuatu                      | Vanuatu - Fidji            | 1-1   | Match amical                                                  |
| 10 novembre 2015  | Port-Vila, Vanuatu                      | Vanuatu - Fidji            | 2-1   | Match amical                                                  |
| 4 juin 2016       | Port Moresby, Papouasie-Nouvelle-Guinée | Fidji - Vanuatu            | 2-3   | Qualification pour la Coupe du monde 2018                     |
| 9 décembre 2017   | Port-Vila, Vanuatu                      | Vanuatu - Fidji            | 1-1   | Match amical                                                  |
| 10 juin 2019      | Port-Vila, Vanuatu                      | Fidji - Vanuatu            | 0-0   | Match amical                                                  |
| 20 mars 2023      | Lautoka, Fidji                          | Fidji - Vanuatu            | 1-2   | Match amical                                                  |

## W

### Wallis-et-Futuna
La sélection de Wallis-et-Futuna n'est ni membre de la FIFA ni affiliée à l'OFC, elle ne peut participer à la Coupe du monde de football, ni à la Coupe d'Océanie.
| Date             | Lieu           | Match                    | Score | Compétition                                     |
| 3 septembre 1979 | Nausori, Fidji | Fidji - Wallis-et-Futuna | 5-0   | Jeux du Pacifique Sud de 1979 (quart de finale) |